# Hyloxalus eleutherodactylus
Hyloxalus eleutherodactylus es una especie de anfibio anuro de la familia Dendrobatidae.

## Distribución geográfica
Esta especie es endémica de la provincia de San Martín en la región de San Martín, Perú. Habita en Shapaja a 360 m de altitud.

## Descripción
El holotipo femenino mide 22.7 mm y el paratipo masculino 21.0 mm.

## Etimología
El nombre específico eleutherodactylus proviene del griego eleutheros, libre, y del griego dactylos, dedo o dedo del pie, en referencia a la ausencia de correas entre los dedos de las manos y los pies.

## Publicación original
- Duellman, 2004 : Frogs of the genus Colostethus (Anura, Dendrobatidae) in the Andes of northern Peru. Scientific Papers of the Natural History Museum, University of Kansas, n.º 35, p. 1-49[5]